# 데르비 델라 마돈니나

AC 밀란

인테르나치오날레

데르비 델라 마돈니나(이탈리아어: Derby della Madonnina) 또는 밀라노 더비는 이탈리아 롬바르디아주 밀라노를 연고로 하는 두 팀인 FC 인테르나치오날레 밀라노와 AC 밀란의 경기를 가리키는 것으로, 영어로는 밀란 더비(Milan Derby)라고 한다. 이는 AC 밀란이 이탈리아 출신 선수와 영국 선수를 중시하는 경향에 반발하여 FC 인테르나치오날레를 창설한 것이 계기가 되었다.

## 경기

### AC 밀란이 4골이상 득점하여 이긴 경기 (친선경기 미포함)
- 밀란 6-3 인테르 1911년 4월 30일 세리에 A
- 인테르 0-4 밀란 1917년 4월 1일 롬바르디아 지방 컵
- 밀란 8-1 인테르 1918년 3월 3일 마우로 컵
- 인테르 0-4 밀란 1918년 10월 13일 쥐라티 컵
- 인테르 2-5 밀란 1919년 2월 16일 마우로 컵
- 밀란 5-3 인테르 1960년 3월 27일 세리에 A
- 밀란 4-0 인테르 1963년 6월 27일 밀라노 토너먼트
- 밀란 6-4 인테르 1969년 6월 26일 뉴욕 토너먼트
- 밀란 4-2 인테르 1968년 6월 26일 코파 이탈리아
- 밀란 5-0 인테르 1998년 1월 8일 코파 이탈리아
- 인테르 0-6 밀란 2001년 5월 11일 세리에 A
- 인테르 2-4 밀란 2001년 10월 21일 세리에 A

### 인테르나치오날레가 4골이상 득점하여 이긴 경기 (친선경기 미포함)
- 밀란 0-5 인테르 1910년 2월 2일 세리에 A
- 인테르 5-1 밀란 1910년 2월 17일 세리에 A
- 인테르 5-2 밀란 1914년 2월 22일 세리에 A
- 밀란 1-4 인테르 1931년 3월 19일 세리에 A
- 인테르 5-4 밀란 1932년 11월 6일 세리에 A
- 인테르 6-5 밀란 1949년 11월 6일 세리에 A
- 인테르 5-2 밀란 1965년 3월 28일 세리에 A
- 인테르 4-0 밀란 1967년 4월 2일 세리에 A
- 밀란 1-5 인테르 1974년 3월 24일 세리에 A
- 밀란 3-4 인테르 2006년 10월 28일 세리에 A
- 밀란 0-4 인테르 2009년 8월 29일 세리에 A
- 인테르 4-2 밀란 2012년 5월 6일 세리에 A
- 인테르 4-2 밀란 2020년 2월 10일 세리에 A

## 전적
| 클럽              | 경기     | 승       | 무       | 패       | 득점     | 실점     | +/-      |
| 세리에 A          | 세리에 A | 세리에 A | 세리에 A | 세리에 A | 세리에 A | 세리에 A | 세리에 A |
| ----------------- | -------- | -------- | -------- | -------- | -------- | -------- | -------- |
| 인테르            | 181      | 68       | 53       | 60       | 263      | 242      | +21      |
| 밀란              | 181      | 60       | 53       | 68       | 242      | 263      | -21      |
| 코파 이탈리아     |          |          |          |          |          |          |          |
| 밀란              | 23       | 9        | 7        | 7        | 32       | 22       | +10      |
| 인테르            | 23       | 7        | 7        | 9        | 22       | 32       | -10      |
| UEFA 챔피언스리그 |          |          |          |          |          |          |          |
| 밀란              | 4        | 2        | 2        | 0        | 4        | 1        | +3       |
| 인테르            | 4        | 0        | 2        | 2        | 1        | 4        | -3       |
| 공식 경기 종합    |          |          |          |          |          |          |          |
| 인테르            | 211      | 76       | 62       | 73       | 290      | 285      | +5       |
| 밀란              | 211      | 73       | 62       | 76       | 285      | 290      | -5       |
| 그 외 친선경기    |          |          |          |          |          |          |          |
| 밀란              | 83       | 37       | 16       | 30       | 158      | 134      | +24      |
| 인테르            | 83       | 30       | 16       | 37       | 134      | 158      | -24      |
| 종합              |          |          |          |          |          |          |          |
| 밀란              | 294      | 110      | 78       | 106      | 443      | 424      | +19      |
| 인테르            | 294      | 106      | 78       | 110      | 424      | 443      | -19      |

- 2002년 9월 1일에 있었던 평화 더비도 포함한다.

## 트로피
| 클럽   | 국내 리그 | 국내 리그     | 국내 리그             | 국내 리그 | 유럽 대항전       | 유럽 대항전      | 유럽 대항전     | 유럽 대항전 | 유럽 대항전                     | 유럽 대항전 | 종합 |
| 클럽   | 세리에 A  | 코파 이탈리아 | 수페르코파 이탈리아나 | 종합      | UEFA 챔피언스리그 | UEFA 컵 위너스컵 | UEFA 유로파리그 | UEFA 슈퍼컵 | FIFA 클럽 월드컵 인터콘티넨털컵 | 종합        | 종합 |
| ------ | --------- | ------------- | --------------------- | --------- | ----------------- | ---------------- | --------------- | ----------- | ------------------------------- | ----------- | ---- |
| 밀란   | 18        | 5             | 6                     | 29        | 7                 | 2                | -               | 5           | 4                               | 18          | 47   |
| 인테르 | 18        | 7             | 5                     | 30        | 3                 | -                | 3               | -           | 3                               | 9           | 39   |